# 住友不動產六本木Grand大廈
住友不動產六本木Grand大廈（日语：住友不動産六本木グランドタワー、すみともふどうさんろっぽんぎグランドタワー）是位於日本東京都港區六本木三丁目六本木一丁目車站附近的一座大樓，修建在舊日本IBM總部大樓和舊六本木王子酒店等建築的原址上。這座建築是一座多用途大樓，內有辦公樓、居住功能、商業設施。大廈由建築師事務所日建設計負責設計，居住部分在2016年3月末竣工，辦公部分也在同年秋季開業。

## 概要
住友不動產六本木Grand大廈地處六本木三丁目東地區，靠近東京metro南北線六本木一丁目站，面向六本木通及放射1號線。大樓所在地屬於都市再生緊急整備地區，面臨建築老化等問題。當地的152名產權所有者在2008年創建了「城建檢討會」，耗時8年完成了這座大樓。開發區域包括了舊日本IBM總部大樓，以及舊六本木王子酒店，佔地面積27,400平方米。區域分為南北兩部分。南街區建有寫字樓（地上有43層，高230米）、住宅樓（地上有27層，總戶數226戶）；北街區建有商業樓（3層），總樓面面積約20萬平方米。
該建築在修建時面臨土地有高低差、新舊建築混雜等問題。再開發工程重視和鄰近設施的協調，並有效利用了地形的高低差。為提高行人的便利度，開發商在六本木一丁目站新設西口檢票口，並修建了連接六本木通和車站的地下通道，在通道內設置了地鐵站前廣場、地鐵聯絡廣場和店鋪，以及實現無障礙化的電梯。廣場設有災害用廁所和防災用水井，可作為災害時的臨時避難所使用，有效提高了地區的防災機能。建築屋頂同樣也設置廣場，並在區域內修建了散步小徑。區域外沿道路進行了擴寬，並將電線桿埋入地下。建築本身亦使用免震構造及制震構造修建。
街區的東南部有「常陸下館藩石川家屋敷」遺跡，因此在進行再開發時需要依據《文化財保護法》提出埋藏文化財的發掘申請。在經過和東京都及港區教育委員會的協商後，開發商同意先進行遺跡以外部分的試掘調査，若發現埋藏文化財，按《文化財保護法》進行適當處理。

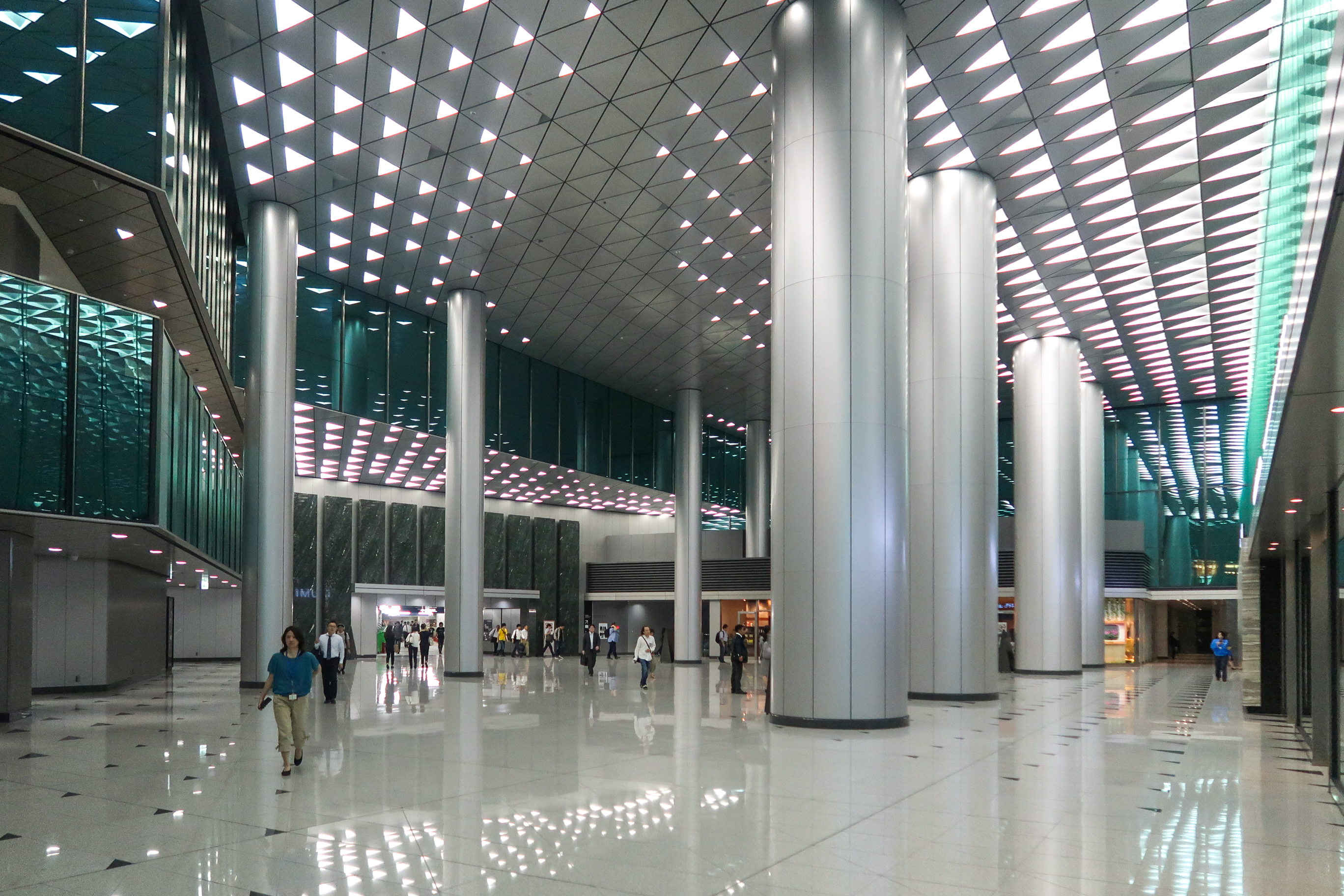
寫字樓大堂
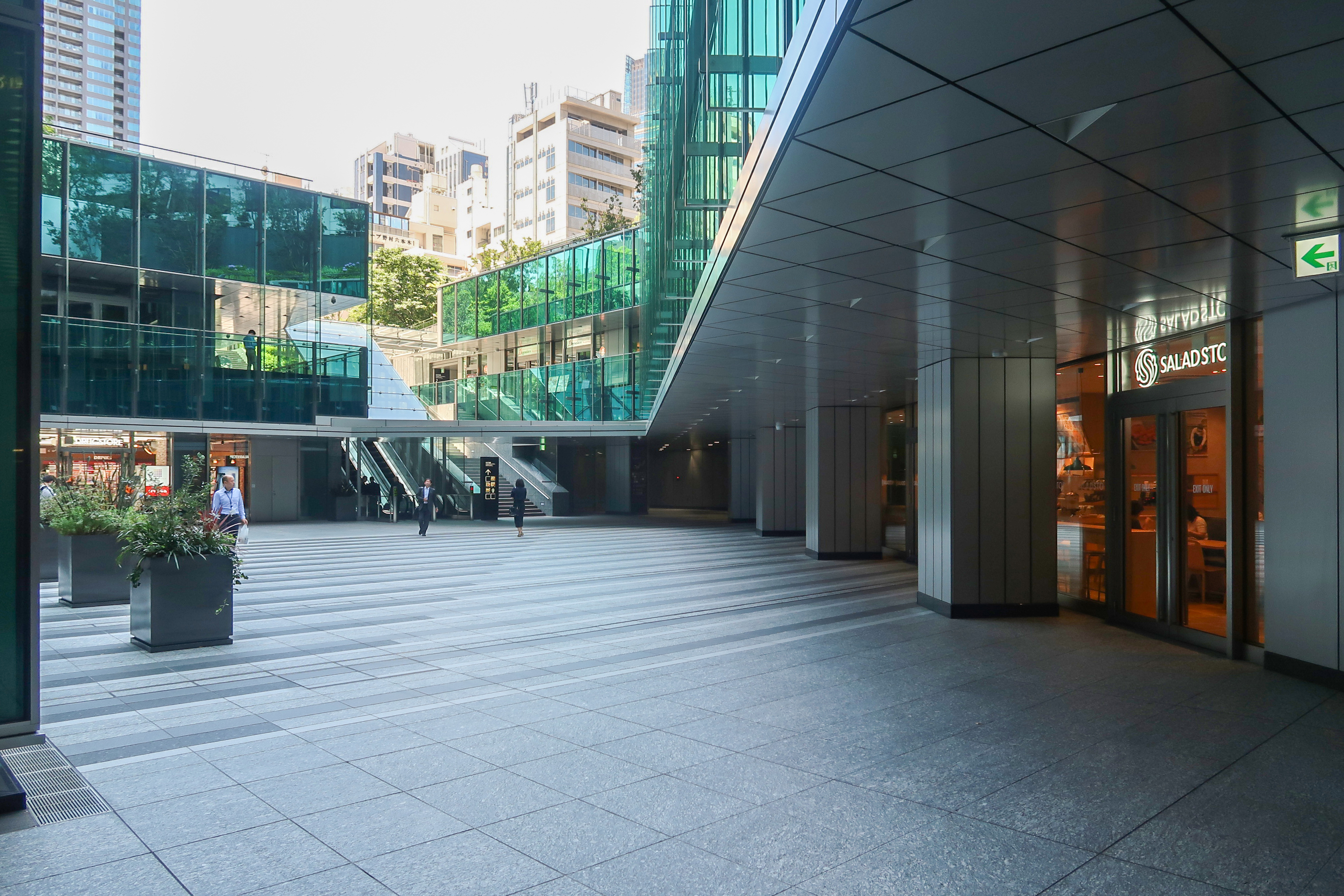
地下廣場
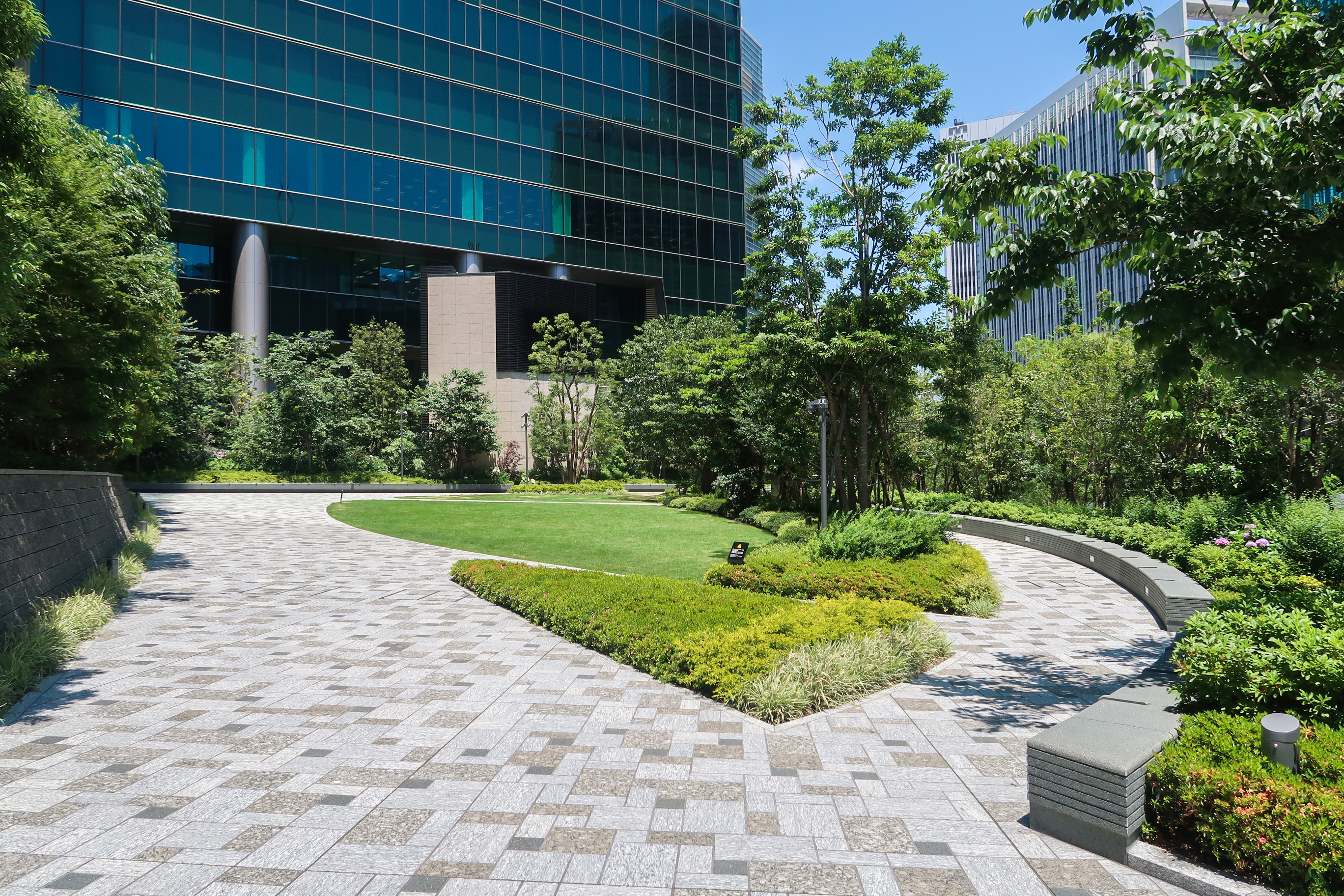
戶外花園

## 主要入駐企業
2012年5月，東京電視台宣布將從日經虎之門別館遷入住友不動產六本木Grand大廈，並在2016年11月7日正式開始自這座建築播出。現在東京電視台租用六本木Grand大廈內低層部分的地下1層至4層和10至14層部分（專用面積約21,000平方公尺），共設有4個攝影棚。
除了東京電視台之外，入駐住友不動產六本木Grand大廈的主要企業還有DMM.com集團各公司、歌帝梵巧克力日本法人、GA technologies、Medley等企業。

## 外部連結
- 住友不動產六本木Grand大廈 - 官方网站
- 六本木Grand大廈住宅 - 官方网站
- 住友不動產 - 官方网站
- 東京電視台 - 官方网站